# Étang de Berre

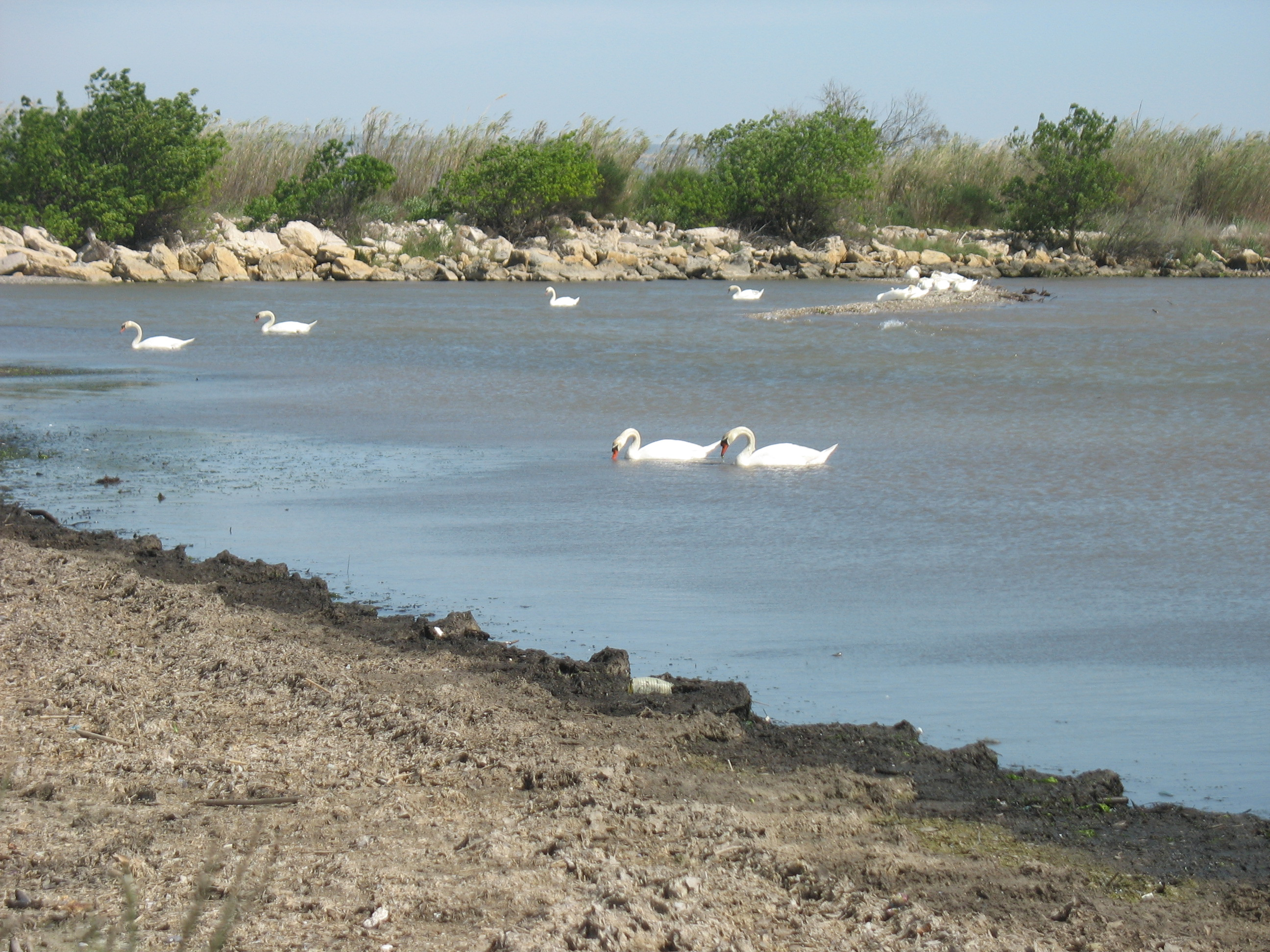
Svanar i Étang de Berre

Étang de Berre är en 115 kvadratkilometer stor och 10 meter djup fiskrik strandsjö i departementet Bouches-du-Rhône, sydöstra Frankrike, öster om Rhônedeltat. Den ligger ca 25 km nordväst om Marseille.
En sex kilometer lång för småfartyg segelbar kanal förbinder Étang de Berre med Medelhavet. I Étang de Berre bedrivs fiske. Vid kusten förekommer saltutvinning.[källa behövs]